# Otfridvers
Otfridvers (auch Otfridscher Reimvers, (altdeutscher) Reimvers) bezeichnet  in der Verslehre den in Otfrid von Weißenburgs Liber evangeliorum (um 870) erstmals erscheinenden althochdeutschen Endreimvers, der, beginnend in der Karolingerzeit, die stabreimenden Langzeile zunehmend verdrängte und maßgeblichen Einfluss auf die Entwicklung der deutschsprachigen Dichtung nahm.
Das Metrum ist akzentuierend, oft schon vierhebig mit eingeschränkter Füllungsfreiheit und ebenfalls freiem Auftakt. Der Versschluss ist stets männlich.
Zwei Langzeilen ergeben die Otfridstrophe, von den Halbversen her betrachtet entspricht das der bis in die Gegenwart in der deutschen Dichtung äußerst beliebten paargereimten, vierzeiligen Strophe. Beispiel:
Mánot únsih thísu fárt. ‖ thaz wír es wésen ánawárt

wír únsih óuh birúachèn ‖ inti éigan ĺant súachèn.
In neuhochdeutscher Übersetzung und als vierzeilige Strophe:
Daran ermahnt uns diese Reise
dass auch wir selbst in gleicher Weise
mit Eifer dafür Sorge tragen
das Land der Heimat zu erfragen
Der Vers wird auf die germanische Langzeile zurückgeführt, wobei anstelle des Stabreims die beiden Halbzeilen durch Endreim verbunden werden. Die Langzeile muss aber nicht die einzige Wurzel gewesen sein. So sieht Heusler das metrische Vorbild in der Ambrosianischen Hymnenstrophe. Die Ähnlichkeiten zwischen Hymnen- und Otfriedstrophe wurden bereits 1846 von Wilhelm Wackernagel wahrgenommen. Der vorherrschenden Ansicht nach ist die Otfriedstrophe ein Kompromiss zwischen Langzeile und Hymnenstrophe, wogegen eingewandt wird, dass in der Hymnenstrophe der Endreim bei weitem nicht die tragenden Rolle wie in der Otfriedstrophe spielt.
Andere Autoren leiten den Otfriedvers vom Hexameter ab, so Paul Hörmann und Friedrich Maurer. Eine kritische Auseinandersetzung mit Hörmann und Maurer gibt Friedrich Neumann.
Ebenfalls den Hexameter als literarisches Vorbild des Otfridverses sieht Ewald Jammers, wobei er den Otfridvers als sehr komplexes Gebilde sieht: „germanisch ist die Rolle der Hebung; der Wechsel in Hebung und Senkung wenigstens im metrischen Schema geht auf die [lateinischen] Ritmi zurück, doch germanisch sind wieder die Freiheiten bei den Senkungen.“
Der Otfridstrophe entspricht weitgehend die vierzeilige mittelhochdeutsche Reimpaarstrophe (zu unterscheiden von dem lateinischen Vorläufer, der Paarreimstrophe), wobei hier auch vierhebige Reimpaare mit männlicher Kadenz und dreihebige Reimpaare Verse mit weiblicher Kadenz im Wechsel auftreten können. Ein Beispiel sind die Reichssprüche von Walther von der Vogelweide.